# Metonimija
Metonimija (grč. meta = promjena, -numia = sufiks za figure, izveden od onoma = ime; metônumia = promjena imena) uporaba je riječi u prenesenom značenju, ali se značenje ne prenosi po sličnosti kao kod metafore, nego prema određenim stvarnim odnosima, dodirivanju ili povezanosti u prostoru ili vremenu, odnosno, prema logičkoj vezi.

## Primjeri metonimije
- Čitam Krležu. (čitam Krležino djelo)
- Cijela je Hrvatska na nogama! (većina Hrvata prati neki događaj)
- On mi je okrenuo leđa. (iznevjerio me)
- Popio je čašicu previše. (piće, a ne čašu)
- On je već sijede kose. (već je ostario)